# 30 Seconds to Mars
30 Seconds to Mars (ali Thirty Seconds to Mars) je alternativna rock skupina iz Los Angelesa, ki jo sestavljajo Jared Leto, Shannon Leto in Tomo Miličević.

## Zgodovina
Zametki skupine 30 Seconds To Mars so nastali leta 1998. Osnovala sta jo brata Jared Leto (kitarist in pevec) in Shannon Leto (bobnar). Nato se jima je priključil še basist in klaviaturist Matt Wachter, ki pa je skupino leta 2007 iz osebnih razlogov zapustil. Bend sestavlja tudi kitarist Tomo Miličević (Hrvat rojen v Sarajevu), ki se jim je pridružil kot fan, zmagovalec na avdiciji. Prvi album so izdali leta 2002. Drugi album, imenovan A beautiful lie mu je sledil leta 2005. 8 decembra 2009 so izdali cd z naslovom This is war, ki jim je prinesel ogromno novih oboževalcev. Bend je znan tudi po tem da ima "Street Team" oziroma ulično ekipo oboževalcev imenovano Echelon, s katero so zelo interaktivni, tako med koncerti, kot tudi preko različnih medijev. Zanimivost pri albumu This is war je ta da so pri izdelovanju le tega pripomogli tudi oboževalci sami. Bend je gostoval dogodke po celem svetu, kjer so z oboževalci snemali efekte kot so ploskanje, topotanje z nogami in podobno. Pesmi This is war, Kings and Queens in pa Vox populi so odličen primer sodelovanja benda z oboževalci.
Bend je v zahvalo svojim oboževalcem, izdal 2000 različnih ovojnic za album, ki vsebujejo njihove obraze, katere slike so oboževalci poslali sami.
21. maja 2013 so izdali konceptualni album z nalovom Love, Lust, Faith and Dreams.

## Studijski albumi
- 30 Seconds to Mars (2002)
- A Beautiful Lie (2005)
- This Is War (2009)
- Love, Lust, Faith and Dreams (2013)
- America (2018)
- It's the End of the World but It's a Beautiful Day (2023)